# Cão do barrocal algarvio
Cão do barrocal algarvio är en hundras från Portugal. Den är en jagande pariahund från Algarve i sydligaste Portugal. Den har framförallt använts för jakt på kaniner. På 1960-talet var den nära att dö ut och det fanns färre än 50 individer kvar. En rasklubb bildades 2004. Rasen är nationellt erkänd av den portugisiska kennelklubben Clube Português de Canicultura (CPC) sedan 2015.